# Gary Paulsen
Gary James Paulsen (Minneapolis, 17 maggio 1939 – Tularosa, 13 ottobre 2021) è stato uno scrittore statunitense di letteratura per ragazzi. Fu autore di numerose pubblicazioni (libri, romanzi, articoli di rivista, storie brevi, opere teatrali), principalmente destinate al pubblico giovanile.